# Màng cầu chất béo sữa

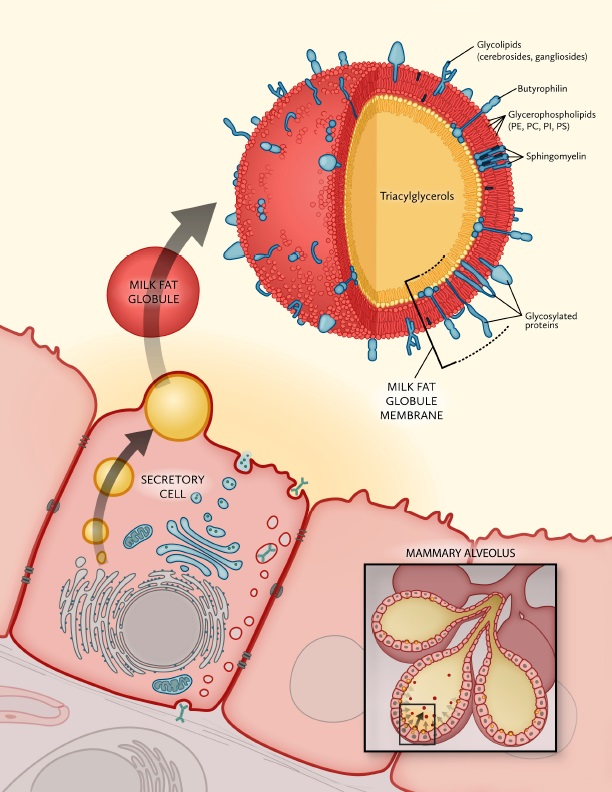
Cấu trúc của Màng cầu chất béo sữa ở tế bào nang của động vật có vú

Màng cầu chất béo sữa (tiếng Anh: Milk fat globule membrane - MFGM) là một cấu trúc phức tạp và độc đáo chủ yếu bao gồm lipid và protein bao quanh tế bào cầu chất béo sữa được tiết ra từ các tế bào sản xuất sữa của người và các động vật có vú khác. Đây là một nguồn tổng hợp của nhiều hợp chất hoạt tính sinh học, bao gồm phospholipid, glycolipid, glycoprotein và carbohydrate có vai trò chức năng quan trọng trong não và ruột.
Các nghiên cứu tiền lâm sàng đã chứng minh tác dụng của các thành phần hoạt tính sinh học có nguồn gốc từ MFGM đối với cấu trúc và chức năng của não, sự phát triển của ruột và bảo vệ miễn dịch. Tương tự, các thử nghiệm lâm sàng nhi khoa đã báo cáo các tác dụng có lợi đối với kết quả nhận thức và miễn dịch. Trong các quần thể từ trẻ sinh non đến trẻ ở độ tuổi mẫu giáo, việc bổ sung chế độ ăn uống với MFGM hoặc các thành phần của nó có liên quan đến sự cải thiện về nhận thức và hành vi, thành phần vi khuẩn đường ruột và đường miệng, tỷ lệ mắc bệnh và kết quả truyền nhiễm bao gồm tiêu chảy và viêm tai giữa.
MFGM cũng có thể đóng vai trò trong việc hỗ trợ sức khỏe tim mạch bằng cách điều chỉnh lượng cholesterol và chất béo. Các thử nghiệm lâm sàng ở dân số trưởng thành đã chỉ ra rằng MFGM có thể ảnh hưởng tích cực đến các dấu hiệu liên quan đến bệnh tim mạch bao gồm giảm nồng độ cholesterol và triacylglycerol trong huyết thanh cũng như huyết áp.